# Beijing Leichi
Der Beijing Leichi (interne Bezeichnungen: BJ2025, BJ6430, BJ6440) ist ein Pkw-Modell der chinesischen Marke Beijing. Es finden sich auch die Modellbezeichnungen Reach und Suwei.

## Beschreibung
Beijing Automobile Works präsentierte das Fahrzeug 2004 auf der Beijing Motor Show. Eine Quelle gibt eine Bauzeit von 2004 bis 2006 an. Eine andere Quelle meint, das Fahrzeug sei 2008 noch angeboten worden.
Es ist ein SUV mit vier Türen und einem Aufbau als Kombi. Zwei Radstände von 2576 mm und 2678 mm stehen zur Wahl. Das Fahrzeug ist je nach Ausführung 4330 mm oder 4432 mm lang, 1780 mm breit und 1760 mm hoch. Das Leergewicht ist mit 1800 kg angegeben.
Während die Front der ersten Generation des Nissan X-Trail ähnelt, wurden am Heck mit den langen senkrechten Rückleuchten Gemeinsamkeiten zum Honda CR-V der zweiten Generation gesehen. Außerdem hat das Fahrzeug eine rechtsangeschlagene Hecktür, auf der das Reserverad montiert ist.

## Technik
Technisch baut das Fahrzeug auf der Plattform des Jeep Cherokee XJ auf.
In China war das Fahrzeug mit drei Reihenvierzylinder-Ottomotoren erhältlich: einer mit 2,2 l Hubraum (maximale Leistung: 75 kW), die leistungsstärkste Variante mit 2,3 l Hubraum (maximale Leistung: 93 kW) und als dritte Variante gab es einen 2,5-l-Motor mit einer maximalen Leistung von 82 kW.
Für Osteuropa und Russland wurde ein R4-Ottomotor mit einer maximalen Leistung von anfangs 78 kW, später 75 kW und einem maximalen Drehmoment von anfangs 190 Nm bei 2400–2800 min−1, später 186 Nm bei 2800–3200 min−1 in den Wagen eingebaut. Der Hubraum liegt bei 2237 cm³. Die Höchstgeschwindigkeit beträgt 135 km/h. Der Motor ist ein Lizenzbau des Toyota-Motors mit der Kennung 4Y EC90 und wird vom Hersteller als LJ491QE1 bezeichnet.

## Produktionszahlen
Für 2006 sind null Fahrzeuge überliefert und für das Folgejahr 1660.